# Nikki Glaser
Nikki Glaser (Cincinnati, 1º giugno 1984) è una comica, attrice, conduttrice radiofonica, e scrittrice statunitense.
Attiva come comica sin dal 2008, si fece notare in maniera particolare nell'attività a partire dal 2013.

## Biografia
È nata il primo giugno 1984 come Nicole Rene Glaser a Cincinnati, in Ohio, figlia della pittrice Julie Burke e di Edward Glaser. Ha una sorella minore di nome Lauren, ed è di origini canadesi, tedesche e irlandesi. Trascorse l'infanzia a St. Louis, in Missouri, dopodiché si diplomò alla Kirkwood High School e si laureò all'Università del Kansas in letteratura.

### La stand up comedian
Nella prima fase della carriera si ispirò a Sarah Silvermann, e sì esibì in piccoli locali, la grande notorietà arrivò nel 2012 grazie ad alcuni show su Comedy Central.
Le musiche degli spettacoli vengono scritti dalla musicista ed amica Anya Marina, con la quale dal 2021 conduce anche il programma "Nikki Glaser Podcast", in onda sul web in varie piattaforme.

### Podcast e radio
Dal 2011 al 2014, Glaser ha ospitato un podcast con la comica Sara Schaefer chiamato You Had To Be There. Nel luglio 2013, fu ospite fissa nel programma radiofonico The Debaters. We Know Nothing è un podcast umoristico basato sulle relazioni che riceve chiamate dagli ascoltatori e tenta di dare loro consigli d'amore. Per tutto il 2018 e il 2019, è stata ospite fissa di Howard Stern.

### Televisione
Il 29 gennaio 2013 conduce Nikki & Sara Live, una serie televisiva settimanale condotta da Glaser e Schaefer, ha debuttato su MTV. Lo show è stato cancellato il 29 ottobre 2013, dopo due stagioni. Il 19 aprile 2013 è apparso nell'episodio pilota di Those Who Can't, una serie televisiva originariamente creata da Amazon Studios. Il personaggio di Glaser è stato sostituito da Maria Thayer nel 2015 quando la serie è stata ripresa da TruTV.
Il 2 giugno 2015 Comedy Central ha approvato un talk show a tema sessuale ospitato da Glaser, intitolato Not Safe with Nikki Glaser. Lo spettacolo ha debuttato il 9 febbraio 2016. Lo spettacolo è stato raccolto da 4Music nel Regno Unito. Lo spettacolo è stato cancellato nel novembre 2016. Il 12 settembre 2018 Glaser è stata annunciata come una delle celebrità in competizione nella stagione 27 di Dancing with the Stars. Il suo partner professionale era Gleb Savchenko. Ha condotto lo show televisivo di HBO FBOY Island, trasmessa per la prima volta il 29 luglio 2021.

## Cinema
Ha interpretato un piccolo ruolo nel film di Henry Phillips del 2009 Punching the Clown. È anche apparsa come se stessa nel documentario di Jordan Brady del 2010 I Am Comic e nel suo sequel del 2014, I Am Road Comic. Ha inoltre avuto un ruolo nei film diretti da Judd Apatow Un disastro di ragazza e Come ti divento bella! (2018). 

## Vita privata e attivismo
Glaser ha una relazione con l'autore televisivo Chris Convy.
Sobria dall'alcol dal 2012, ha anche smesso di fumare, in seguito ai consigli di Allen Carr.
È un'attivista per i diritti delle donne e degli animali, ed è vegana dal 2016. È inoltre una sostenitrice del Partito Democratico.

## Filmografia

### Attrice

#### Cinema
- Punching the Clown, regia di Gregory Viens (2009)
- Un disastro di ragazza (Trainwreck), regia di Judd Apatow (2015)
- And Punching the Clown, regia di Gregori Viens (2016)
- Come ti divento bella! (I Feel Pretty), regia di Abby Kohn e Marc Silverstein (2018)

#### Televisione
- 2020 - Hysterical

## Doppiatrici italiane
- Sara Ferranti in Un disastro di ragazza
- Eleonora Reti in Come ti divento bella!

## Tour
- 2015 - Golden Era Tour
- 2016 - Nikki Glaser Second Show
- 2017 - Leafley Comedy Tour
- 2019 - Bang It Out Tour
- 2023 - The Good Girl Tour